# Стрёмстад
Стрёмстад (швед. Strömstad) — город в Швеции в лене Вестра-Гёталанд (Бохуслен). Административный центр коммуны Стрёмстад.
Располагается в 25 км от границы с Норвегией. Население — 6288 жителей (2011).

## История
Когда в 1658 году Бохуслен в результате войны отошёл от Дании к Швеции, на месте современного Стрёмстада располагалась рыбацкая деревушка Стрёммен. Регентский совет при малолетнем Карле XI в 1667 году предоставил селению права торгового местечка (köping). Повышением статуса Стрёмстада шведское правительство стремилось перевести в него торговлю из норвежского Фредриксхалля. В 1672 году Стрёмстад упоминается уже как город, а в 1676 король подтвердил его привилегии.
Развитие Стрёмстада сдерживали постоянные войны между Швецией и Данией, равно как и конкуренция со стороны Уддеваллы и близлежащих норвежских городов.
Во время Северной войны в городе располагался главный магазин шведской армии, кроме того, в ходе норвежских кампаний Карла XII (1716-1718) в нём размещалась его штаб-квартира. 8 июля 1717 года Торденшёльд предпринял попытку захвата Стрёмстада, но его встретил отряд в 1800 шведов под командованием Юхана Йертты, которому удалось отбить нападение. 3 августа была отражена ещё одна попытка норвежцев взять город. Тем не менее, в июле 1719 года датские войска всё же смогли разрушить городские укрепления.
В начале датско-шведской войны 1788—1789 гг. в городе располагался шведский отряд полковника Транефельта, который, однако, когда к Стрёмстаду приблизились норвежские войска, оставил его. После этого до ноября 1788 года город находился в руках норвежцев.
В середине XVIII века в Стрёмстаде проживало около 300 жителей, однако приход сельди к западному побережью Швеции вызвал подъём его экономики и рост численности населения, которое в 1805 году насчитывало уже почти 1100 жителей. Мореходство и рыболовство в течение всего XIX века были главными занятиями горожан. В XX столетии увеличилась роль торговли, в городе зародилась консервная промышленность, появились слесарные мастерские.

## Экономика
В экономике города значительную роль играет торговля, туризм и сектор услуг.

## Галерея

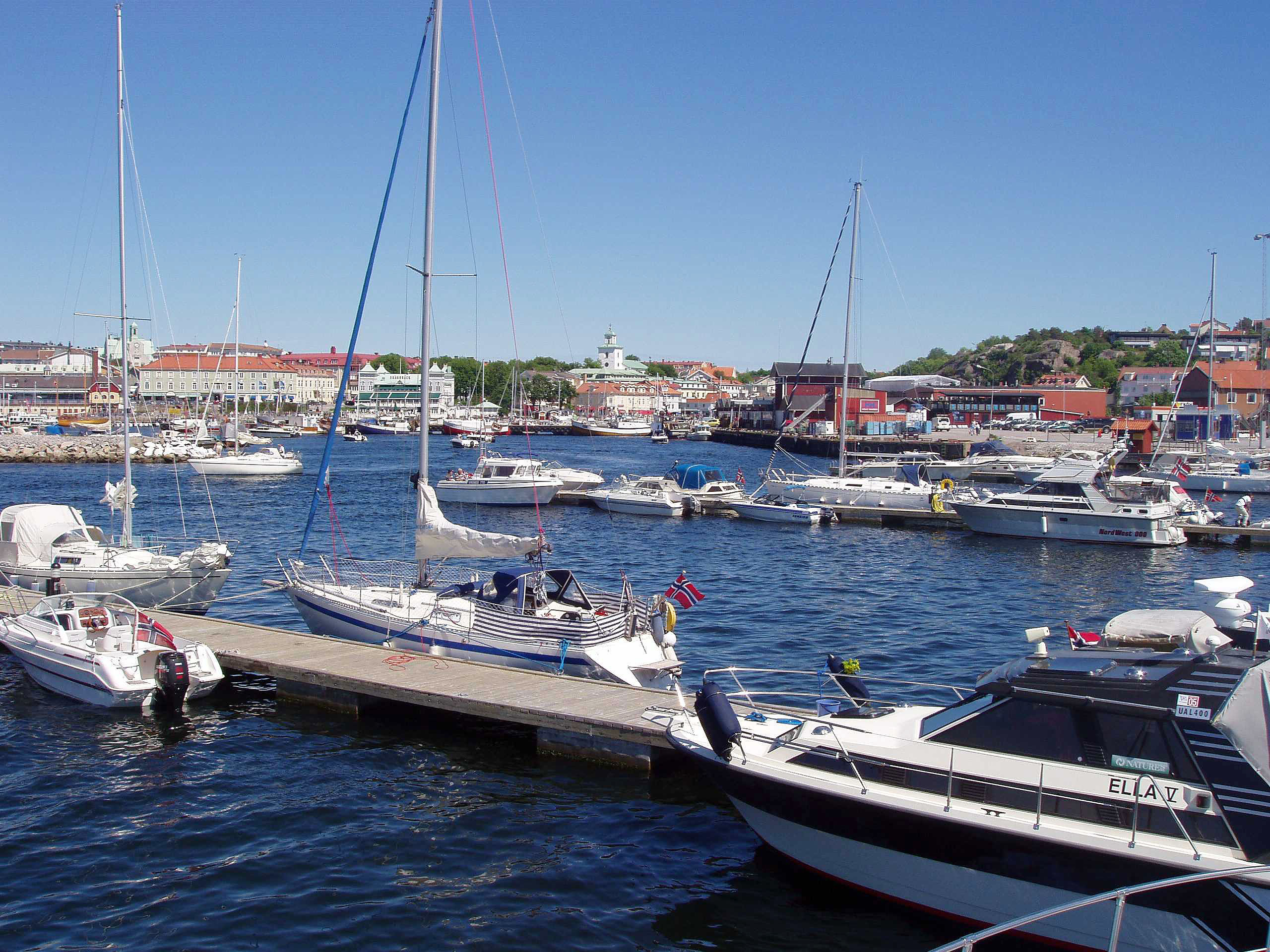
В порту Стрёмстада
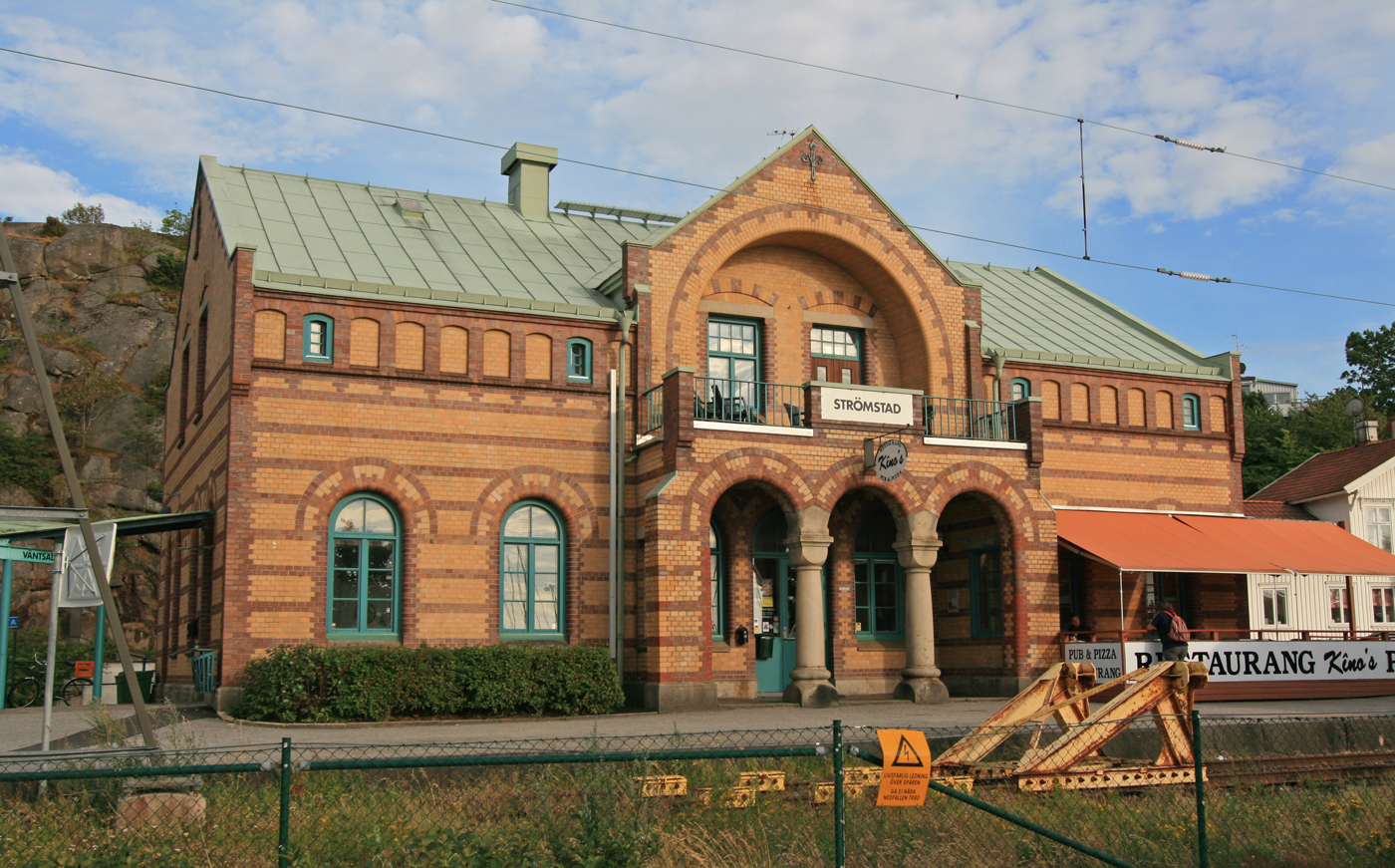
Стрёмстадский ж/д вокзал
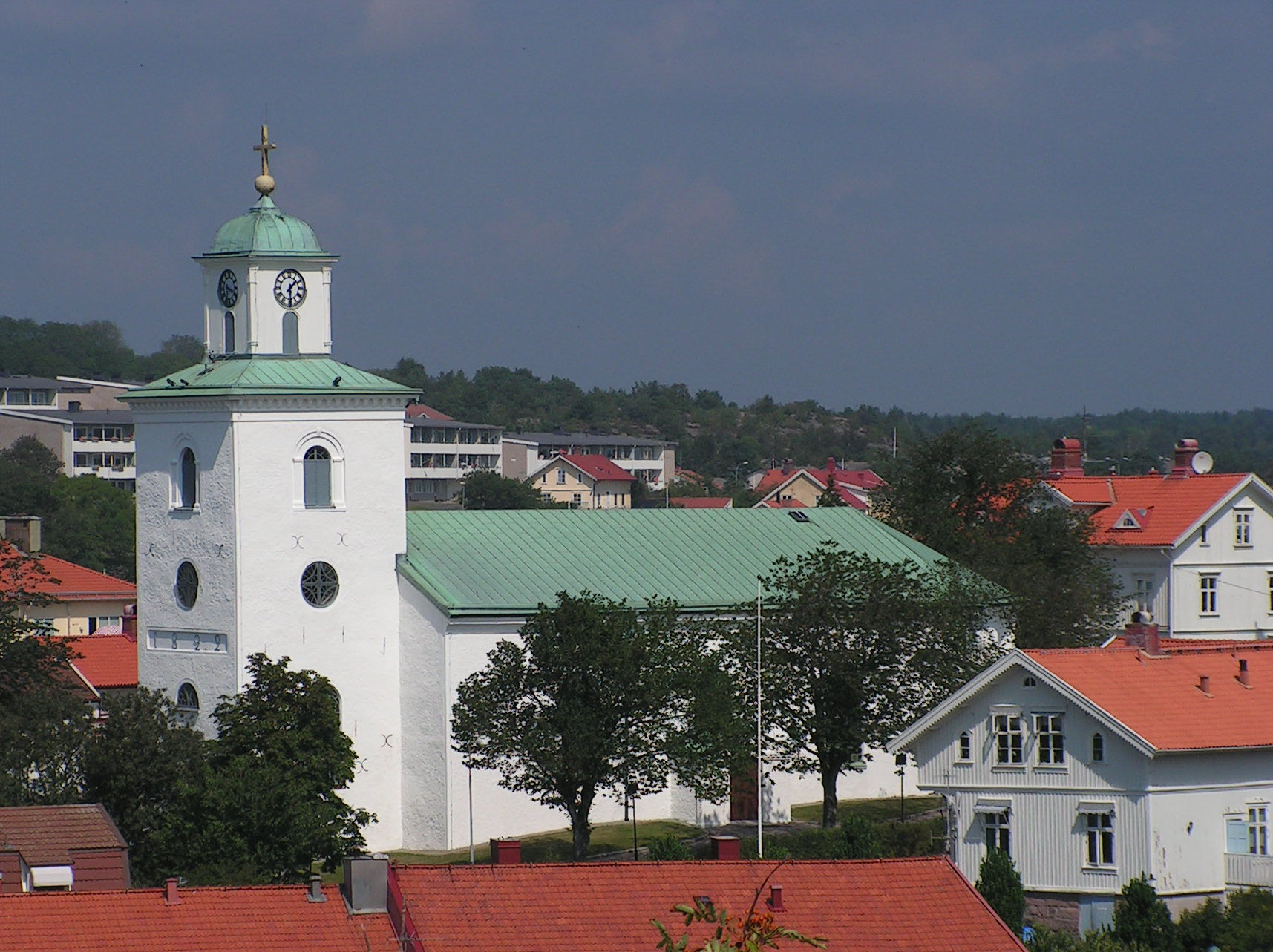
Стрёмстадская церковь
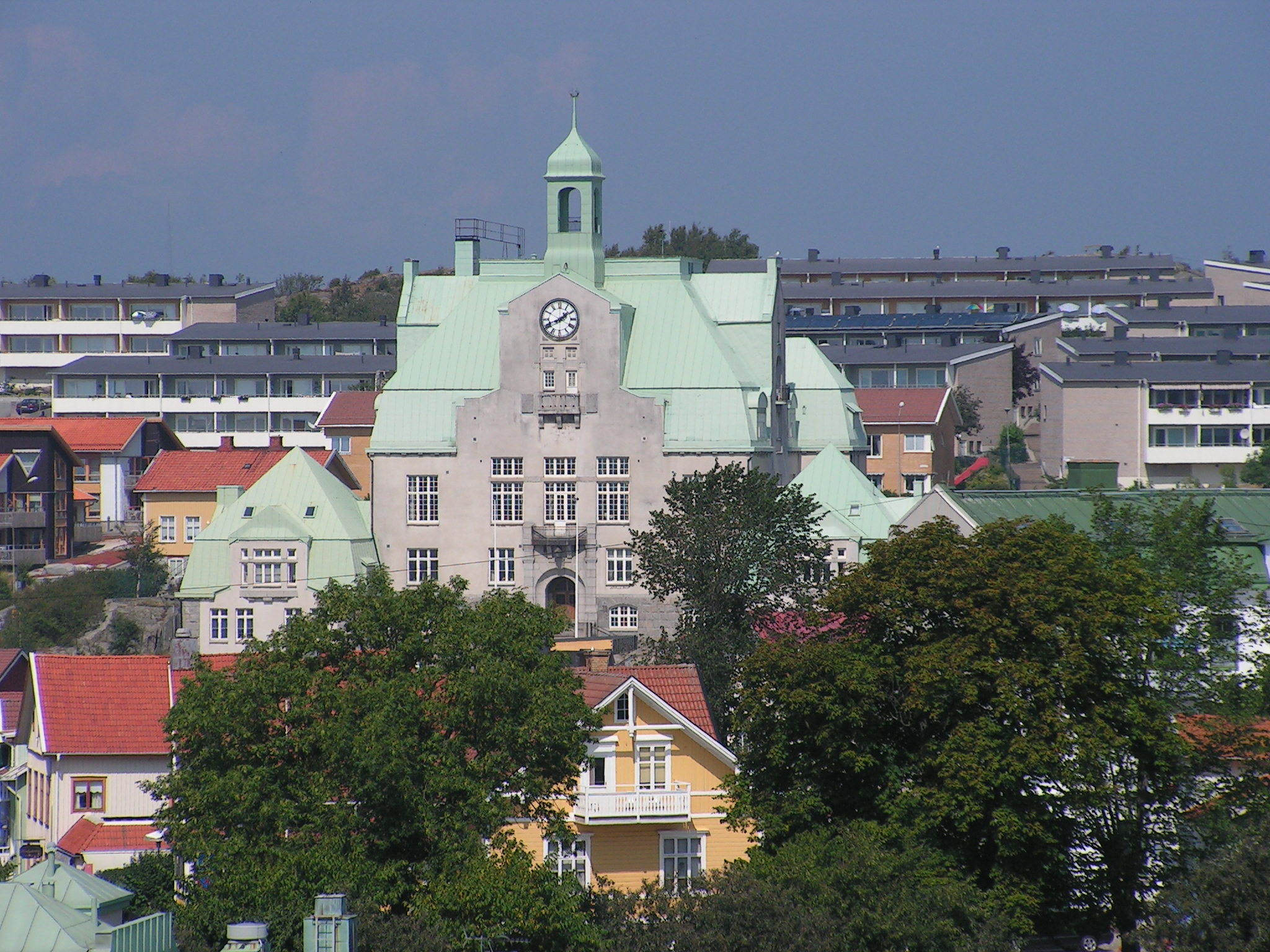
Мэрия